# دون آدامز (داعية)
دون آدامز (بالإنجليزية: Don Alden Adams)‏ (و. 1925  م) هو داعية أمريكي، ولد في أوك بارك.